# Damávand
A Damávand (perzsául: دماوند) Irán és az egész Közel-Kelet legmagasabb hegye. Az 5610 m (egyes források szerint 5604 vagy 5671 m) magas gyengén füstölgő rétegvulkán  az Alborzban,  a Mázandarán tartományban, Teherántól 70 km-re  északkeletre, a Kaszpi-tengertől délre található. A Kilimandzsáró mellett a Föld egyik legmagasabb magányosan álló hegye.

## Fordítás
- Ez a szócikk részben vagy egészben  a   Damavand  című német Wikipédia-szócikk fordításán alapul.  Az eredeti cikk szerkesztőit annak laptörténete sorolja fel. Ez a jelzés csupán a megfogalmazás eredetét és a szerzői jogokat jelzi, nem szolgál a cikkben szereplő információk forrásmegjelöléseként.